# Аннополе-Нові
Аннополе-Нові (пол. Annopole Nowe) — село в Польщі, у гміні Здунська Воля Здунськовольського повіту Лодзинського воєводства.
Населення — 258 осіб (2011).
У 1975-1998 роках село належало до Серадзького воєводства.

## Демографія
Демографічна структура станом на 31 березня 2011 року:
|          | Загалом | Допрацездатний вік | Працездатний вік | Постпрацездатний вік |
| -------- | ------- | ------------------ | ---------------- | -------------------- |
| Чоловіки | 117     | 25                 | 80               | 12                   |
| Жінки    | 141     | 40                 | 82               | 19                   |
| Разом    | 258     | 65                 | 162              | 31                   |